# Долежал, Карел (военный)
Карел Долежал (чеш. Karel Doležal, укр. Карел Долежал; 1883—1924) — чехословацкий военный деятель, подполковник Генерального штаба Украинской галицкой армии

## Биография
Родился в 1883 году в селе Лгота под Либчанами около города Градец-Кралове (ныне Чехия). Во время Первой мировой войны служил в армии Австро-Венгрии, сотрудничал с Украинскими сечевыми стрельцами. Во время Гражданской войны на Украине был начальником штаба 3-го корпуса Украинской галицкой армии, спланировал Вовчуховское наступление. По мнению генерала М.В.Омельяновича-Павленко, отличался тактичностью, спокойствием, рассудительностью, методичностью и крепкой техникой, чем превосходил командира 3-го корпуса Григория Коссака.
Позднее Долежал стал подполковником Генштаба: звание было присвоено решением Диктатора ЗУНР Евгения Петрушевича от 17 июня 1919 года, с июня 1919 года он также занимает пост начальника Военной канцелярии Диктатора ЗУНР. В августе 1919 года во время похода Армии УНР и УГА на Киев и Одессу назначен начальником Оперативного отдела Штаба главного атамана УНР. Со слов Юрия Тютюнника, генерала-хорунжевого Армии УНР, Долежал предвидел, что Киев удастся удерживать до тех пор, пока Красная армия не заставит Белое движение отступить на юг.
В послевоенные годы Долежал служил в Чехословацкой армии. Скоропостижно скончался в 1924 году.